# Scout trooper
Los soldados exploradores son personajes del universo de Star Wars. Son soldados del Imperio Galáctico, se trataban de unas unidades de élite dedicadas básicamente a la exploración y reconocimiento de terreno y planetas, su especial formación hacía que fuera completamente diferente a la de cualquier otro soldado imperial: su formación no era tan castrense como la de los demás soldados, era más bien técnica y de apoyo, aunque si bien también recibían instrucciones sobre el manejo de armas, especialmente de rifles francotiradores que se convirtieron en su arma predilecta. Podían sobrevivir semanas sin apoyo ni ayuda.
Son tropas imperiales diseñadas como exploradores que usan armadura ligera que es considerada más flexible que el uniforme estándar. Como muchos de sus compañeros de infantería, los soldados exploradores usaban una especie de mono negro para el cuerpo cubierto con una armadura blanca. Los exploradores trabajan a menudo en conjunto con vehículos de reconocimiento ligeros como el speeder bike. Por esa razón, son, a veces, llamados exploradores montados o motoristas. Estos van equipados a diferencia de los soldados de asalto normales, con cascos diseñados para los viajes a gran velocidad sobre speeder bikes siendo más ligeros y llevando incorporada una visera, lentes polarizadas y un filtro especial antipolvo, además de ser los francotiradores imperiales capaces de matar a distancias muy lejanas.
Un grupo de soldados exploradores patrullaban la luna boscosa de Endor y tuvieron encuentros con los miembros de la Alianza Rebelde. En esta ocasión, Luke Skywalker y Leia Organa se deshicieron de varios soldados exploradores durante su incursión en dicha luna.
Pese a no verse en las películas de la saga, durante la batalla de Hoth se desplegaron una cierta cantidad de soldados exploradores equipados con las speeder bikes que eran desplegados desde los AT-AT, llevando una armadura y casco ligeramente modificados para soportar climas fríos.
También existió una unidad de soldados exploradores destinados a las operaciones especiales o encubiertas, que llevaban una armadura de color negro y recibían órdenes directas del Emperador.
- Datos: Q6131444